# Sédhiou
Sédhiou är en stad i södra Senegal. Den är huvudort för regionen Sédhiou och hade 24 214 invånare vid folkräkningen 2013. Staden ligger vid floden Casamance.
Den senegalesiska fotbollsspelaren Sadio Mané är född i staden. 

## Vänorter
- Les Ulis, sedan 1998.